# Bund ob dem See
Der Bund ob dem See war während der Appenzellerkriege von 1405 bis 1408 eine militärische Verbindung im Bodensee-Raum.

## Vorgeschichte
Am 17. Januar 1401 schlossen die Gemeinden der Länder Appenzell, Hundwil, Urnäsch, Trogen, Teufen, Speicher und Gais mit der Stadt St. Gallen ein Bündnis zum gegenseitigen Schutz ihrer „alten“ Rechte
1. des freien Zugs
2. der freien Heirat sowie
3. hinsichtlich der Vererb- und Veräußerbarkeit der stiftischen Lehen.

## Gründung 1405
Unter der Führung von St. Gallen und Appenzell wurde während der Appenzellerkriege (1401–1429) am 15. September 1405 der „Bund ob dem See“ gegründet – dieser stellte sich der „Fürstengewalt“ entgegen und drängte mit Raubzügen in die angrenzenden Regionen vor.
Die Stadt Altstätten sowie andere Gemeinden wurden in den Bund aufgenommen, den diese gern annahmen, um vor der Feindschaft der immer mehr gefürchteten Bergbauern sicher zu sein. Es folgten die Bauern im Walgau und im Montafon, die Leute von Bludenz, Rankweil, Lustenau und viele andere.
Feldkirch schloss sich am 15. September 1405 dem Bund an und sollte östlich des Rheins die Führung haben.
Sargans, das Widerstand leistete, wurde zerstört. Auch die March wurde von den Appenzellern erobert und den Schwyzern geschenkt. Ebenso wurde der Thurgau verwüstet, der Besitz des Adels geplündert. 64 Burgen fielen in die Hand der Appenzeller – 30 davon wurden zerstört.
Eine Schar von Appenzellern zog sogar bis über den Arlberg, es folgte die Belagerung und Einnahme von Wil, bei der der Abt Kuno von Stoffeln in Gefangenschaft geriet. Er wurde unter vielen Schmähungen in sein Kloster zurückgeführt. Darauf verzichtete er auf alle Rechte gegenüber den Appenzellern und versprach, ihrer Landsgemeinde zu gehorchen.
Weiter folgte die Eroberung von Bischofszell sowie ein misslungener Eroberungsversuch von Frauenfeld. In den zwei Jahren nach der Schlacht wurde der Bund immer mehr erweitert.
Dem Grafen Rudolf von Werdenberg, ihrem Verbündeten, gewannen sie seine Herrschaft zurück, die Burg Werdenberg selbst blieb jedoch in habsburgischer Hand, und Graf Rudolf, der an dem Sieg von Stoss mitbeteiligt war, blieb schliesslich nur die Burg Zwingenstein. Aus Ärger darüber überwarf er sich mit den Appenzellern 1407 schliesslich völlig und schickte ihnen sogar einen Fehdebrief.
Im Juli 1407 ergaben sich Burgen der Ritter von Ems nach achtwöchiger Belagerung. Widerstand leistete nur mehr die von den Appenzellern belagerte Stadt Bregenz.

## Auflösung 1408
Am 13. Januar 1408 kam es schließlich zur Niederlage des Bundes in der Schlacht bei Bregenz gegen das Entsatzheer der Rittergesellschaft vom Sankt Jörgenschild unter Herzog Ulrich von Teck.
Dies führte zur Auflösung des Bundes durch Vermittlung König Ruprechts am 4. April 1408 beim in Konstanz geschlossenen Frieden.